# 皮皮鲁与鲁西西之罐头小人
《皮皮鲁与鲁西西之罐头小人》（英語：Little Canned Men），2020年中国大陆科幻喜剧片，改编自郑渊洁的童话作品《皮皮鲁和鲁西西》，导演和编剧是于飞，主演洪悦熙、庄则熙。2021年9月30日在中国大陆上映，讲述了皮皮鲁和鲁西西兄妹在结识了五位罐头小人之后发生的奇幻故事。

## 演员
- 洪悦熙 出演 鲁西西
- 庄则熙 出演 皮皮鲁
- 于书瑶 出演 艺术家
- 温淳棣 出演 博士
- 刘向卿 出演 上尉
- 李淏东 出演 约翰，外交官
- 朱近桐 出演 歌唱家
- 田雨 出演 皮威，皮皮鲁的父亲
- 刘一莹 出演 鲁燕，皮皮鲁的母亲
- 白瑶 出演 徐老师
- 张子豪 出演 梁果
- 黄梓湖 出演 赵雨彤
- 王卫国 出演 校长
- 高杨杨 出演 副校长
- 段炜 出演 教务主任
- 强俊荣 出演 政教主任
- 赵梓博 出演 赵老师
- 吴林 出演 张老师
- 孙潭 出演 日本专家

## 奖项
| 年份 | 奖项                 | 分类           | 提名者                       | 是否得奖 | 备注  |
| ---- | -------------------- | -------------- | ---------------------------- | -------- | ----- |
| 2021 | 第34届中国电影金鸡奖 | 最佳导演处女作 | 飞                           | 提名     | [ 3 ] |
| 2021 | 第34届中国电影金鸡奖 | 最佳儿童片     | 《皮皮鲁与鲁西西之罐头小人》 | 提名     | [ 3 ] |
| 2023 | 第19屆中國電影華表獎 | 優秀少兒影片   | 《皮皮魯與魯西西之罐頭小人》 | 提名     |       |